# 益岡隆志
益岡 隆志（ますおか たかし、1950年 - ）は、日本の言語学者。神戸市外国語大学名誉教授。

## 経歴
1950年、岡山県岡山市生まれ。1974年、大阪外国語大学外国語学部英語学科を卒業し同大学大学院に進んだ。1976年、同大学大学院外国語学研究科修士課程を修了。
卒業後は神戸市外国語大学講師となり、後に助教授、教授に昇格。2008年、学位論文「日本語モダリティ探究」を神戸大学に提出して博士（文学）の学位を取得。
神戸市外国語大学より名誉教授の称号を得る。関西外国語大学外国語学部教授を務める。

## 著作

### 著書
- 『命題の文法：日本語文法序説』くろしお出版 1987
- 『モダリティの文法』くろしお出版 1991[4]
- 『24週日本語文法ツアー』くろしお出版 1994
- 『複文 新日本語文法選書』くろしお出版 1997
- 『日本語文法の諸相』くろしお出版 2001
- 『三上文法から寺村文法へ 日本語記述文法の世界』くろしお出版 2003
- 『日本語モダリティ探究』くろしお出版 20071[5]
- 『日本語構文意味論』くろしお出版 2013
- 『日本語文論要綱』くろしお出版 2021

### 共編著
- 『日本語文法セルフ・マスターシリーズ 3 格助詞』田窪行則共著 くろしお出版 1987
- 『基礎日本語文法』田窪行則共著 くろしお出版 1989
- 『日本語のモダリティ』仁田義雄共編 くろしお出版 1989
- 『日本語の主題と取り立て』野田尚史、沼田善子共編 くろしお出版 1995
- 『日本語の条件表現』編 くろしお出版 1995
- 『岩波講座言語の科学5　文法』郡司隆男,仁田義雄,金水敏共著 岩波書店 1997
- 『日本語文法セルフ・マスターシリーズ 7』仁田義雄,山本進共編 くろしお出版 2001
- 『日本語の文法4 複文と談話』佐久間まゆみ,田窪行則共著 岩波書店 2002
- 『シリーズ言語対照 外から見る日本語 第5巻　主題の対照』編 くろしお出版 2004
- 『シリーズ言語対照 外から見る日本語 第6巻　条件表現の対照』編 くろしお出版 2006
- 『日本語文法の新地平』全3巻　野田尚史,森山卓郎共編 くろしお出版 2006
- 『叙述類型論』編 くろしお出版 2008
- 『シリーズ言語対照 外から見る日本語』第4、10巻　中川正之,西光義弘共編 くろしお出版 2009-10
- 『はじめて学ぶ日本語学 ことばの奥深さを知る15章』編著 ミネルヴァ書房 2011
- 『活用論の前線』三原健一,仁田義雄編 野田尚史,吉永尚,西山國雄,田川拓海共著 くろしお出版 2012
- 『日本語複文構文の研究』大島資生,橋本修,堀江薫,前田直子,丸山岳彦共編 ひつじ書房 2014
- 『日本語研究とその可能性』編 開拓社 2015
- 『名詞研究のこれまでとこれから』 岩男考哲,坂本智香,建石始,松瀬育子,眞野美穂共著 くろしお出版 2021
- 『[研究プロジェクト]時間と言語—文法研究の新たな可能性を求めて』監修, 定延利之,高山善行,井上優共編 ひつじ書房 2021

### 論文
- Cinii